# Aeroporto di Axum
L'Aeroporto di Axum (IATA: AXU, ICAO: HAAX) è noto anche come Emperor Yohannes IV Airport ed è un aeroporto che serve la città di Axum, una città nella Regione dei Tigrè in Etiopia. Il nome della città e dell'aeroporto può anche essere traslitterato come Aksum. La struttura si trova a 5,5 km ad est della città.
L'aeroporto prende il nome da Giovanni IV d'Etiopia, imperatore d'Etiopia dal 1872 al 1889.
Nell'ambito della Guerra d'Etiopia la Regia Aeronautica il 16 ottobre 1935 vi costruisce un campo di aviazione.
Al 15 gennaio 1936 era sede della 7ª Squadriglia e del II Gruppo (poi 2º Gruppo volo) con la 38ª Squadriglia e 118ª Squadriglia.
Pochi giorni dopo arriva anche la 110ª Squadriglia e nel marzo 1936 il Gruppo tattico Ca. 101.

## Strutture
L'aeroporto di Axum si trova ad un'altezza di 2.108 metri sopra il livello del mare. Ha una pista con una superficie di Conglomerato bituminoso che misura 2.400 x 45 metri. È in grado di ricevere velivoli molto grandi, come l'Antonov An-124 Ruslan, che ha riportato la Stele di Axum dall'Italia nel 2005.

## Incidenti
Il 2 maggio 1987, il Douglas C-47 Dakota/Skytrain ET-AGT dell'Ethiopian Airlines fu distrutto a terra in un attacco all'aeroporto da parte di un MiG-23 della Ye Ithopya Ayer Hayl.